# Bronislava di Kamień

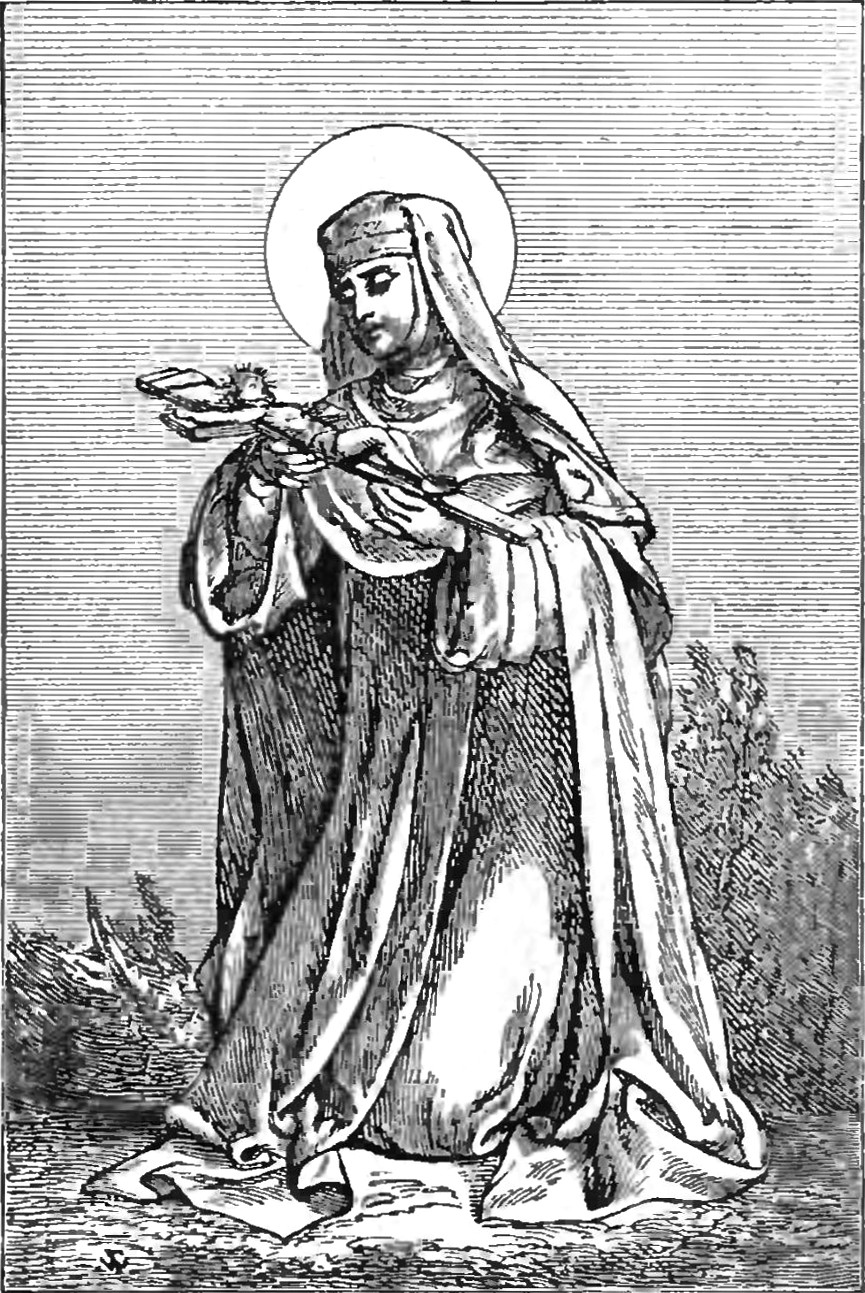
La beata in un'incisione popolare

Bronislava (Kamień, 1200 circa – Zwierzyniec, 29 agosto 1259) è stata una religiosa polacca. Canonichessa premostratense, il suo culto come beata è stato confermato da papa Gregorio XVI nel 1839.

## Biografia
Secondo una tradizione tarda e leggendaria, apparteneva alla famiglia Odrowąż e sarebbe stata parente di san Giacinto. Abbracciò sedicenne la vita religiosa tra le canonichesse premostratensi dell'abbazia di Zwierzyniec ma, desiderando una vita più nascosta, si ritirava spesso in preghiera sulla collina di Sikornik, non distante dal monastero.

## Il culto
Le sue spoglie furono individuate nel 1612 e deposte nella cappella di Sant'Anna nella chiesa del monastero; nel 1702 sulla collina di Sikornik fu eretta una capella in suo onore.
Papa Gregorio XVI, con decreto del 23 agosto 1839, ne confermò il culto con il titolo di beata.
Il suo elogio si legge nel martirologio romano al 29 agosto.